# Fabrice Hartmann
Fabrice Daniel Hartmann (Upgant-Schott, Alemania, 2 de marzo de 2001) es un futbolista alemán que juega en la posición de extremo para el Hallescher F. C. de la Regionalliga Nordost.

## Biografía
Tras empezar a formarse como futbolista en el SG Rot-Weiß Thalheim, finalmente en 2012 con once años se marchó a la disciplina del R. B. Leipzig. Jugó en las filas inferiores de club durante seis años más, hasta que finalmente el 26 de julio de 2018 debutó con el primer equipo en un partido de clasificación para la Liga Europa de la UEFA contra el BK Häcken, partido en el que sustituyó a Matheus Cunha en el minuto 89 y que finalizó con un resultado de 4-0. Para la temporada 2021-22 fue cedido al S. C. Paderborn 07, aunque la cesión se canceló en enero después de haber jugado dos partidos. Entonces se marchó al Eintracht Brunswick. Unos meses después acumuló una nueva cesión en el Sligo Rovers F. C. hasta julio de 2023, mes en el que ambos clubes acordaron su continuidad en Irlanda hasta junio de 2024. Tras su paso por dicho país rescindió el contrato con el equipo de Leipzig y en septiembre se unió al Hallescher F. C.

## Clubes
| Club                         | País     | Año       | Partidos | Goles |
| ---------------------------- | -------- | --------- | -------- | ----- |
| R. B. Leipzig                | Alemania | 2018-2021 | 1        | 0     |
| S. C. Paderborn 07 (cedido)  | Alemania | 2021-2022 | 2        | 0     |
| Eintracht Brunswick (cedido) | Alemania | 2022      | 6        | 0     |
| Sligo Rovers F. C. (cedido)  | Irlanda  | 2022-2024 | 44       | 8     |
| Hallescher F. C.             | Alemania | 2024-     | 23       | 8     |